# Kenya Airways
Kenya Airways — национальная авиакомпания Кении со штаб-квартирой в городе Найроби.
Авиакомпания осуществляет перелёты в Африку, Европу и индийский субконтинент (большая область азиатского континента). Главный аэропорт компании — Международный аэропорт имени Джомо Кениаты, основной аэропорт назначения авиаперевозок — Международный аэропорт Мои, расположенный в городе Момбаса.

## История и общие сведения
Авиакомпания была образована в феврале 1977 года сразу после распада Восточно-Африканского сообщества и последовавшей за ней ликвидацией авиакомпании East African Airways. Kenya Airways создавалась как государственная авиакомпания и полностью принадлежала правительству страны до апреля 1996 года.
В 1986 году правительство Кении опубликовало резолюцию под номером 1 с изложением необходимости структурной перестройки экономики страны с целью её дальнейшего роста и развития, в которой особо подчёркивалось мнение кабинета министров о необходимости приватизации государственной авиакомпании Kenya Airways. В 1991 году была создана специальная комиссия для проведения акционирования государственных компаний, председателем комиссии был назначен Филип Ндегва (англ. Philip Ndegwa), возглавлявший работу комиссии до очередной смены кабинета министров. В 1992 году комиссия опубликовала специальный документ с перечнем государственных предприятий, подлежащих акционированию, в котором необходимости приватизации авиакомпании Kenya Airways отводилось одно из приоритетных значений.
В 1994 году Международная финансовая корпорация (IFC) назначила в авиакомпанию своих консультантов для помощи в подготовке акционирования компании. В 1995 году Kenya Airways провела реструктуризацию своих долговых обязательств и подписала корпоративное соглашение с голландской авиакомпанией KLM, по которому KLM приобретала 26% акцией кенийского перевозчика и становилась крупнейшим его акционером. В 1996 году было получено официальное разрешение на свободную торговлю ценными бумагами авиакомпании и в том же году акции Kenya Airways начали свободное обращение на фондовой бирже Найроби, октябре 2004 года акции авиакомпании были параллельно размещены и на фондовой бирже Дар-эс-Салам. В апреле 2004 года Kenya Airways представила своё грузовое подразделение Kenya Airways Cargo, а в июле того же года вновь присоединила авиакомпанию Flamingo Airlines, передав ей функции авиаперевозчика на внутренних линиях страны.
В 2005 году Kenya Airways провела работу по смене ливреи своих пассажирских судов. Четыре горизонтальных полосы вдоль всего фюзеляжа заменялись росписью девиза «Гордость Африки» (англ. Pride of Africa), буквенное сочетание «КА» в круге на хвосте самолётов заменялось на стилизованную букву «K» внутри буквы «Q» для особого акцента на коде ИАТА авиакомпании (KQ).
Согласно отчёту авиакомпании за полугодовой период, закончившийся 30 сентября 2005 года, чистая прибыль Kenya Airways после уплаты налогов увеличилась на 48% в сравнении с аналогичным периодом прошлого года и составила 2,231 миллиардов кенийских шиллингов (30 миллионов долларов США). За отчётный период услугами авиакомпании воспользовалось свыше 1,2 миллионов человек.
В марте 2006 года Kenya Airways получила престижную награду «Авиакомпания года Африки» — в пятый раз за последние семь лет. Количество перевезённых пассажиров за 2006 финансовый год (апрель 2006 — март 2007) достигло показателя в 2,6 миллионов человек.
4 сентября 2007 года второй по величине глобальный авиационный альянс пассажирских перевозок SkyTeam сделал авиакомпании Kenya Airways предложение по присоединению к альянсу в качестве первого официального ассоциированного члена — партнёра альянса.
По состоянию на март 2007 года в авиакомпании работало 2.408 сотрудников. Крупнейшими владельцами акций Kenya Airways являются кенийские частные держатели — 30,94%, KLM (в настоящее время — холдинг Air France-KLM) — 26%, правительство Кении — 23%, инвестиционные банки страны — 14,2%, международный инвесторы — 4,47% и частные международные держатели — 1,39%. Самой авиакомпании Kenya Airways принадлежат 49% танзанийского авиаперевозчика Precision Air.
В ноябре 2021 года на Рамках стратегического партнерства (SPF), подписанных во время церемонии в присутствии президента ЮАР Сирила Рамафосы и президента Кении Ухуру Кеньятта. Kenya Airways и South African Airways теперь будут работать вместе, чтобы «увеличить пассажиропоток, грузовые перевозки и торговлю в целом, используя силы Южной Африки, Кении и Африки», - говорится в коммюнике.

## Флот
В августе 2021 года флот Kenya Airways состоял из 39 самолетов, средний возраст которых 9,6 лет: